# 한윤수
한윤수(1973년 2월 8일~)는 대한민국의 기계 체조 선수로, 1996년 하계 올림픽에 참가했다.